# FC Porto Real
FC Porto Real is een voetbalclub in Sao Tomé en Principe uit Porto Real in het district Pagué, provincie Principe. De club speelt in de eilandcompetitie van Principe, waarvan de kampioen deelneemt aan het voetbalkampioenschap van Sao Tomé en Principe, de eindronde om de landstitel.
Porto Real speelt in een donkerrood met zwart tenue met gele sokken.
Porto Real won in 1999 het eilandkampioenschap, maar moest het landelijke kampioenschap met 4–2 aan Sporting Clube Praia Cruz laten. De jaren daarna verging het de club minder succesvol, getuige een derde plaats in 2001 en een laatste plaats in 2002/03. In 2013 won Porto Real voor de twee keer in haar geschiedenis de eilandcompetitie, maar stuitte in de landelijke finale opnieuw op Sporting Praia Cruz. Een jaar later werd Porto Real voor de derde keer eilandkampioen, maar delfde in de landelijke finale over twee wedstrijden het onderspit op uitdoelpunten.
Zoals alle clubs van Principe, heeft de club geen vrouwenteam.

## Erelijst
Eilandkampioen1999, 2013, 2014
1º de Maio · GD Os Operários · FC Porto Real · Sporting do Príncipe · GD Sundy · União Desportiva Aeroporto, Picão e Belo Monte